# 宋景業
宋景业。广宗郡人，南北朝时期易学者、历法家。
他通晓《周易》，研习阴阳、纬候之学，还精通历法。东魏末年，他被任命为北平郡太守。550年（武定八年），宋景业通过高德正向齐王高洋进言：“根据《易稽览图》记载，‘《鼎》，五月，聖人君，天與延年齒，東北水中，庶人王，高得之’。我认为‘东北水’指的是渤海，‘高得之’显然是说高氏将得到天下。” 高德正和徐之才劝说高洋前往邺城接受禅让。高洋从晋阳前往邺都的途中，在平城旧都停留时，反对禅让的大臣们劝说高洋返回晋阳。贺拔仁等人甚至主张：“宋景业误导大王，应当将他斩首以向天下谢罪。” 高洋却说：“宋景业是堪当帝王之师的人，怎么能杀呢？” 没有听从这些意见。高洋一旦回到晋阳，便命令宋景业进行卜筮，得到了乾卦变鼎卦的结果。宋景业说：“乾卦是象征君主和上天的卦象，《周易》中有‘时乘六龙以御天’的说法。鼎卦是五月的卦象，意味着在仲夏吉日登上帝位、接受禅让是吉利的。” 有人说：“《阴阳书》中记载‘五月不宜入官，触犯这一点会死于其位’。” 宋景业回应道：“这是大吉之兆。大王成为天子后，就不会再退位了，能够以帝位终老。” 高洋对此十分高兴。北齐建立后，宋景业被任命为散骑常侍，封为长城县子。他奉文宣帝高洋之命编纂《天保历》，由李广撰写序言。